# Phương Vy
Pour les articles homonymes, voir Vy.
 (août 2024).
Phương Vy, nom de scène de Nguyễn Ngọc Phương Vy (née le 27 août 1987 à Hô Chi Minh-Ville) est une chanteuse vietnamienne. En tant que gagnante en 2007 de la première saison du télécrochet Vietnam Idol, adaptation locale de Pop Idol, elle est ensuite la représentante du Viêt Nam au concours Asian Idol la même année.

## Carrière
Phương Vy est la seule participante de la saison de Vietnam Idol à s'être toujours qualifiée directement. En battant Nguyen Ngoc Anh avec un taux de vote de 53,44%, Phuong Vy est la gagnante de la première saison de Vietnam Idol le 23 octobre 2007. Elle reçoit une prime de 10 000 $ et un contrat d'enregistrement avec Music Faces, ainsi que des contrats publicitaires ultérieurs avec d'autres sociétés.
Phương Vy est ainsi sélectionnée pour représenter le Viêt Nam à Asian Idol, les 15 et 16 décembre 2007, remporté par le Singapourien Hady Mirza.
Elle présente l'interprétation en vietnamien de Wavin' Flag avec K'Naan, chanson choisie par la firme Coca-Cola adaptée pour l'occasion, comme musique de promotion pour la Coupe du monde de football de 2010.

## Vie privée
Phương Vy est mariée depuis le 7 mars 2015 avec Sean Trace, un Américain d'origine caucasienne, avec qui elle a une fille, Ailani, née en 2016.

## Discographie
Albums
- 2008 : Lúc mới yêu
- 2009 : Có đôi lần
- 2009 : Khung trời dấu yêu : trio Phương Vy, Quốc Thiên, Anh Khang
- 2010 : Mùa thu cho em - Phương Vy, Lê Hiếu
- 2011 : Phương Vy 20 + 2

Singles
- 2008 : Chuyện về người con gái
- 2012 : Quên một người